# Spiroctenus personatus
Spiroctenus personatus là một loài nhện trong họ Nemesiidae.
Spiroctenus personatus được miêu tả năm 1888 bởi Simon.